# Renquishausen
Renquishausen település Németországban, azon belül Baden-Württembergben. Lakosainak száma 789 fő (2023. december 31.). Renquishausen Böttingen és Kolbingen községekkel határos.

## Népesség
A település népessége az elmúlt években az alábbi módon változott:
| Lakosok száma | 499  | 537  | 551  | 573  | 613  | 673  | 752  | 748  | 733  | 789  |
|               | 1961 | 1967 | 1974 | 1980 | 1987 | 1993 | 2000 | 2006 | 2013 | 2023 |